# Marina Frenk
Marina Frenk (* 1986 in Chișinău, Moldauische Sozialistische Sowjetrepublik) ist eine deutsche Schauspielerin, Hörspielsprecherin, Musikerin und Autorin russisch-jüdischer Herkunft.

## Leben und Karriere
Marina Frenk kam 1993 mit ihren Eltern nach Deutschland. Von 2005 bis 2008 studierte sie an der Folkwang Universität der Künste Schauspiel. Sie wirkte an verschiedenen Theateraufführungen und Filmen mit. Frenk war Ensemblemitglied am Grillo-Theater Essen, Schauspielhaus Bochum, Leipziger Centraltheater und Schauspiel Köln. Von 2013 bis 2015 war sie Ensemblemitglied am Maxim-Gorki-Theater Berlin.
Seit 2015 ist sie freischaffende Schauspielerin, Musikerin und Autorin. 2018 war sie mit ihrem selbst inszenierten und geschriebenen, als One-Woman-Performance gespielten Stück Valeska Gert – The Animal Show zum Radikal jung Festival ans Volkstheater München eingeladen. 
Frenk schrieb ein autobiografisches Hörspiel, Jenseits der Kastanien, in dem sie von ihrer moldawischen Herkunft, der Flucht der Familie und ihrer Integration in die deutsche Gesellschaft erzählt. Der MDR produzierte das Hörspiel 2016 in der Bearbeitung und Regie von Stefan Kanis, in der Frenk selbst spricht und singt. Das Hörspiel bekam  2017 den europäischen CIVIS-Radiopreis.

Marina Frenk war langjährige Sängerin der Folkjazz-Band „Kapelsky“ und spielt des Öfteren mit der Noise-Elektro-Band „Baba Dunyah“. Ebenso spielt sie seit 2014 mit Daniel Kahn und Yuriy Gurzhy in der Klezmer-Rock-Band „The Disorientalists“. 2016 veröffentlichte die Band ein Musikalbum, in dem sie in 18 Liedern das Leben des Schriftstellers Essad Bey verarbeitete.
Am 30. Januar 2020 erschien ihr Debüt-Roman ewig her und gar nicht wahr im Verlag Klaus Wagenbach. Wie die Autorin Marina Frenk ist die Protagonistin Kira Liebmann in eine jüdisch-russische Familie in der Republik Moldau geboren und kam mit ihren Eltern in den 1990er Jahren nach Deutschland. Der fragmentarische Erinnerungsstrom mehrerer Generationen, die Halluzinationen der Protagonistin und der Einbruch ihrer Tagesträume in den Berliner Alltag sowie die absolute Entwurzelung der Menschen bestimmen das Handlungsgeschehen des ersten Romans von Frenk.

## Hörspiel (Auswahl)
- 2011: Turksib (MDR)
- 2013: Im Inneren des Landes (MDR)
- 2015: Und jetzt: die Welt! (MDR)
- 2015: Manche Frauen (NDR/HR/SWR)
- 2015: Maschenka (NDR)
- 2016: Die Putzfrauen (MDR)
- 2016: Jenseits der Kastanien (MDR) – Autorin und Komposition
- 2016: Der Herzerlfresser (rbb)
- 2016: Amsel (SWR)
- 2017: Auch Deutsche unter den Opfern (WDR)
- 2017: Birdland (NDR)

## Filmografie
- 2011: Totem – auch Komposition
- 2012: Domoj (Kurzfilm)
- 2013: Alle rennen nach dem Glück
- 2018: In aller Freundschaft – Die jungen Ärzte (Fernsehserie, Folge Überdruck)

## Werk
- ewig her und gar nicht wahr, Verlag Klaus Wagenbach, Berlin 2020, ISBN 978-3-8031-3319-9.

## Auszeichnungen
- 2009 Bochumer Theaterpreis, Kategorie Nachwuchskünstler"[8]
- 2014 Creole – Global Music Contest, mit der Band „Kapelsky“
- 2016 Hörspielpreis der Kriegsblinden, für Und jetzt: die Welt! (zusammen mit der Autorin Sibylle Berg)[9]
- 2017 Civis – Europas Medienpreis für Integration, Kategorie Radio im Bereich „Lange Programme“, für Jenseits der Kastanien.[10]
- 2019 Stipendium der Berliner Senatsverwaltung für Kultur und Europa[11]
- Literaturförderpreis der Vera-Doppelfeld-Stiftung München 2020 für den Debüt-Roman ewig her und gar nicht wahr[12]